# ゴベルナドール・バラダレス
ゴベルナドール・バラダレス（ポルトガル語: Governador Valadares）は、ブラジルのミナスジェライス州にある都市。人口は28万1046人（2020年）。ドセ川中流域における経済の中心地で、州の東部や北東部、それにエスピリトサント州の地方自治体に大きな影響を与えている。
市内を流れるドセ川の流域は、222のムニシピオ（基礎自治体）におよぶが、河岸の植生が乏しく、漁業資源もほぼ獲りつくされてしまったため、かなり汚くなっている。

## 歴史
この一帯の地域は、植民地時代に開拓された。1573年、バイーア州ポルト・セグーロからの探検隊が初めてドセ川に到達した。ポルトガルがこの地方に軍管区を創設した1808年から、ようやく植民地化が開始された。1823年、ドセ川が何とか航行可能になる地点の左岸にD・マノエル兵営が築かれた。その後、19世紀末までにドン・マヌエルがドセ川における主要港となり、ラバ追いと川を下るカヌーの交易拠点となった。20世紀に入ってもなお領土の掌握事業は続いたが、1902年にヴィトーリア＝ミナス間に鉄道が開通した。1925年には蒸気による発電所が完成した。
ゴベルナドール・バルダレスは、何度も過去に市名が改められている。
- 1734年 - アライアル・ド・ポルト・デ・ドン・マヌエル (Arraial do Porto de Dom Manuel)
- 1808年 - ポルト・ダス・カノアス (Porto das Canoas)
- 1888年 - サント・アントニオ・ダ・フィゲイラ (Santo Antônio da Figueira)
- 1889年 - ディストリート・デ・サント・アントニオ・ド・ボンスセッゾ (Distrito De Santo Antônio do Bonsucesso)
- 1923年 - フェゲイラ (Figueira)

現在の市名は1937年、当時のベネディート・バラダレス知事にちなみ改称された。

## 経済
稀少な石が採れることから、毎年行政が「ブラジル宝石物産展」を開催し、国内外からの来訪者に売り込んでいる。
ゴベルナドール・バラダレスは、近隣のテオフィーロ・オトーニやカラティンガといった都市を引き連れるミナスジェライス州東部最大の都市、かつ貿易の中心地である。近年、その戦略的位置や人的資源、国際的な評価といった理由から、産業の発達が続いている。製材所や食品加工工場が立地する一方、雲母や緑柱石といった宝石類が採掘される。市内ではほかにもアメジストや金緑石、ブラジル石、トパーズ、水晶が取引されるため、それをお目当てに世界各地から観光客や宝石蒐集家が訪れる。

## 交通
ハイウェイはリオデジャネイロからバイーア州に至る国道116号、鉄道はヴァーレ社傘下のヴィトーリア＝ミナス鉄道がある。州都とは国道381号で連絡している。
市はベロオリゾンテ＝ヴィトーリア鉄道とリオデジャネイロ＝サルヴァドール鉄道の結節点に位置する。各都市との距離を次に示す。
- ベロオリゾンテ 311km
- リオデジャネイロ 580km
- サンパウロ 891km
- ブラジリア 1045km
- ヴィトーリア 420km

1400mの滑走路をそなえたゴベルナドール・バラダレス空港（コロネル・アルティーノ・マチャード・デ・オリベイラ空港）にはベロオリゾンテ、サンパウロ、リオデジャネイロ、ポルトセグーロ、サルヴァドール、ヴィトーリアに定期便が就航している。

## 気候
気温
- 年間平均 32.6度
- 年間最高平均 40.7度
- 年間最低平均 18.3度

降水量
- 年間平均 1350ミリ

## スポーツ
- ECデモクラータ - サッカークラブ

## 出身者
- ワーレイ・アウヴェス - 総合格闘家
- アレシャンドレ・ディ・エステファーノ・マルセナ・ロドリゲス - サッカー選手

## 姉妹都市
- フレイミングハム（アメリカ合衆国、マサチューセッツ州）
- エバレット（アメリカ合衆国、マサチューセッツ州）
- ニューアーク（アメリカ合衆国、ニュージャージー州）